# Bellerive Oval
Bellerive Oval – stadion sportowy położony w dzielnicy Bellerive w mieście Hobart. Zbudowany w 1913 roku, a oddany do użytku w 1914. Ze stadionu korzystają obecnie trzy drużyny: Tasmanian Devils, Tasmanian Tigers oraz Clarence Roos. Pierwszy międzynarodowy mecz miał miejsce w dniu 12 stycznia 1988, pomiędzy reprezentacjami w krykiecie Nowej Zelandii i Sri Lanki (widzów 6500). Natomiast reprezentacja Australii w krykiecie po raz pierwszy zagrała tu w 1989 przeciwko reprezentacji Sri Lanki. 

## Rekordy frekwencji
| Sport   | Sezon   | Spotkanie                     | Widzów |
| ------- | ------- | ----------------------------- | ------ |
| Krykiet | 2002/03 | Australia - Anglia            | 16719  |
| Krykiet | 2006/07 | Australia - Nowa Zelandia     | 15690  |
| Krykiet | 2008/09 | Australia - Południowa Afryka | 15671  |
| Krykiet | 2004/05 | Australia - Pakistan          | 15503  |
| Krykiet | 2003/04 | Australia - Zimbabwe          | 12715  |